# Минский трамвай
Ми́нский трамва́й (бел. Мінскі трамвай) — система электрического трамвая в городе Минск, открытая 13 октября 1929 года. Одна из четырёх трамвайных систем Беларуси (вместе с Витебском, Мозырём и Новополоцком).
За всё время в Минске успели поработать 29 моделей (Х/М, МС-1, МВ, МТВ-82, ЛМ-49, ЛП-49, КТМ-1, КТМ-2, КТП-2, КТВ-55, КТП-55, РВЗ-6, РВЗ-6М, РВЗ-6М2, Tatra T6B5SU, 71-608К, РВЗ-ДЭМЗ, АКСМ-1М, АКСМ-743, Duewag GT8D, АКСМ-60102, АКСМ-843, АКСМ-60102МН, Stadler 853 и АКСМ-Т811). На данный момент из всех их в Минске осталось лишь 7 моделей (5 из них линейные, 2 — музейные). Трамваем обеспечивается 6,5 % (2019 год) перевозок общественным транспортом в городе.

## История

### Конка
Существовавший в Минске с 1892 по 1929 (с перерывом в 1918—1921 годах) вид общественного транспорта на рельсах приводимый в движение лошадьми. Был ликвидирован в связи с развитием электрического трамвая.

### Электрический трамвай
Идея об организации в Минске трамвайного движения зародилась ещё в 1898 году. Однако только в 1911 году государственная дума инициировала привлечение частных средств в размере миллиона рублей для появления в городе трамвайного транспорта. 6 октября на заседании городской думы было принято окончательное решение о строительстве в городе трамвайных путей. где так же было решено что строительство будет целиком под руководством властей города. Изначально планировалось несколько вариантов маршрутов, по которым должны были пойти минские трамваи. Линия от брестского вокзала до золотой горки, протяжённостью в 4,6 км. Также от скотобойни до Сторожёвского кладбища длинной в 4,8 км. Также планировалась линия от Ляховки до Юбилейной площади. Территорию под трамвайный парк выделялась на современной улице Долгобродской, на месте тогда существовавшего конного рынка, перенесённого на место где сейчас находится первый троллейбусный парк. Первоначальный подвижной состав должен был состоять из 14 моторных и 3 прицепных вагонов вместимостью от 14 до 18 пассажиров.
Окончательный план строительства был утверждён 27 ноября 1913 года, и было начато строительство. По планам движение трамваев должно было начаться в ноябре 1914 года, чему помешала Первая мировая война. К планам строительства минского трамвая вернулись лишь в 1925 году.

### Советский период

Анимированная карта развития Минского трамвая с 1945 года

Приведены только современные названия улиц, по которым были проложены трамвайные линии.
Система электрического трамвая в Минске была открыта 13 октября 1929 года. На момент открытия она включала в себя два маршрута:
- «Товарная станция» — «Комаровка» (проходил по Московской ул., Советской ул. до пл. Якуба Коласа и включал в себя 13 остановок — 9 постоянных и 4 по требованию)
- «Вокзал» — «площадь Свободы» (проходил от железнодорожного вокзала по ул. Ленинградской и Свердлова, просп. Независимости и ул. Ленина; включал 3 остановки, 2 из них постоянные).

На этих линиях использовались вагоны Х производства Мытищинского завода. Выпуск составлял 5 вагонов. Уже в первый год существования трамваем было перевезено 11 миллионов пассажиров.
В 1929 году была построена линия от площади Свободы по улицам Максима Богдановича и Киселёва до ДС «Сторожёвка» (в районе пересечения с ул. Кропоткина). В 1930 году линия по проспекту Независимости была удлинена до Парка Челюскинцев (в то время ДС «Выставка»). Разворотное кольцо находилось на площади Калинина. В том же году закрылась ДС «Площадь Свободы», а разворачивавшийся там маршрут № 2 продлили до ДС «Сторожёвка».
В 1932 году построена линия от проспекта Независимости по ул. Энгельса, Ульяновской и Октябрьской до станции «Завод Ворошилова» (ныне «Октябрьская улица»). За 1932 год Минский трамвай перевёз 22 миллиона пассажиров — в два раза больше, чем в 1930 году.

В 1933 году в Минске были построены две новые трамвайные линии. Одна из них продлевала линию от ДС «Сторожёвка» по ул. Кропоткина, просп. Машерова и ул. Даумана до ДС «Переспа» (в районе пересечения с ул. Веры Хоружей). Вторая проходила по ул. Володарского, Городской Вал, Романовская Слобода, Кальварийская и Короля до ДС «Кальвария». Благодаря этим расширениям трамвайный парк увеличился до 43 вагонов.

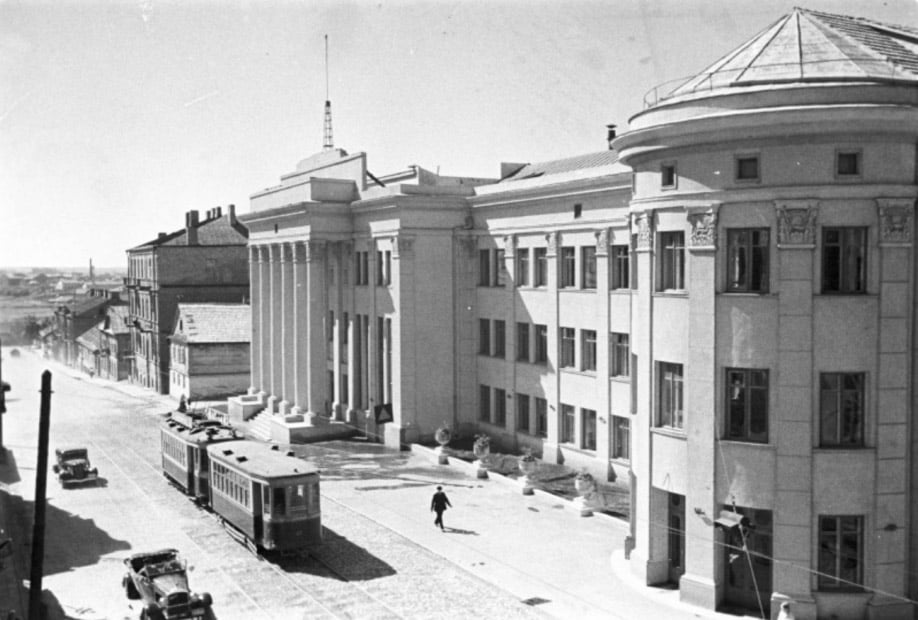
Трамвай Х в Минске на улице Энгельса (1938)

В 1935 году была построена линия от железнодорожного вокзала по ул. Свердлова приблизительно до территории современного Червенского рынка.
Существует информация, что в начале 1940-х годов велось строительство линии по Провиантской улице (ныне ул. Захарова), но никаких официальных документов, посвящённых этой линии, в открытом доступе не сохранилось, кроме фотографии 1941 года, на которой видны трамвайные пути в районе будущей Круглой площади. Во время войны недостроенная линия была полностью уничтожена.

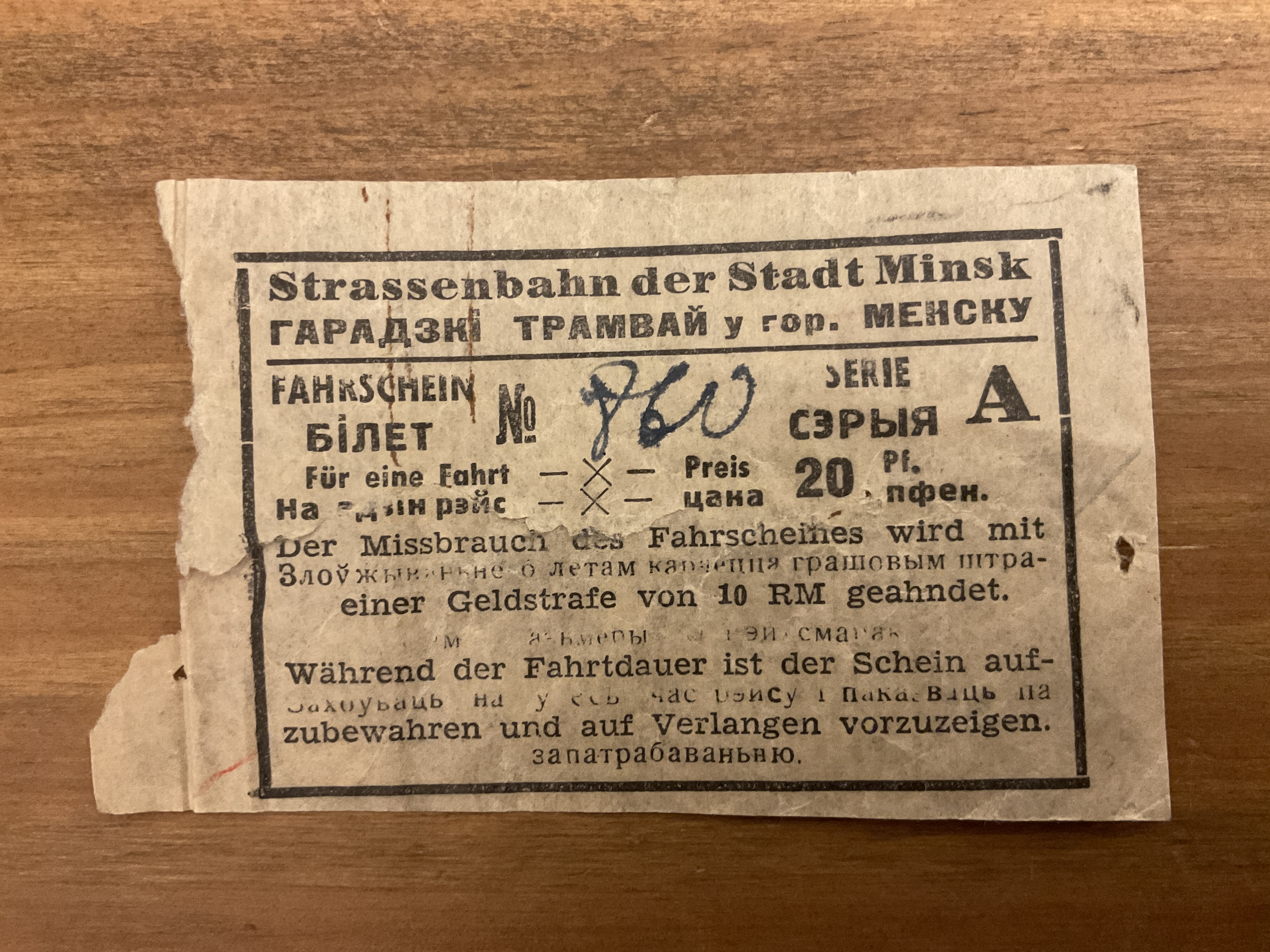
Билет на трамвай во время немецкой оккупации Минска, 1943—1944 годов по цене в 20 рейхспфеннигов.

С началом немецкой оккупации в Минске было полностью прекращено трамвайное движение. В начале мая 1943 года (по другим данным, в конце августа) в оккупированном Минске нацисты восстановили трамвайное движение. На линии работали 4 вагона, ходившие только по одному маршруту: «Товарная станция» — «Выставка».

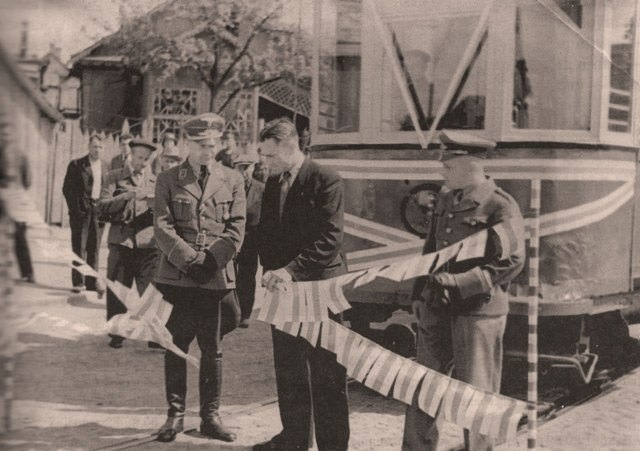
Открытие трамвайного движения при участии немецкой оккупационной администрации

При отступлении из Минска немцы разобрали часть путей, сняли контактную сеть, вывезли оборудование тяговой подстанции. В результате бомбардировок, советскими войсками было разрушено здание трамвайного парка, уничтожен остаток линий и подвижной состав.
Восстановление трамвайной сети началось в октябре 1944. До февраля 1945 года, когда в город поступило 10 вагонов КМ с прицепами и дореволюционные, выпуска 1907 года, трамваи серии Ф, в Минске не было ни одного трамвая. Последний вагон Ф был списан 29 декабря 1964 года. 1 мая 1945 было торжественно открыто трамвайное движение на участке по проспекту Независимости от ул. Володарского до парка Челюскинцев. Также было открыто первое Минское трамвайное депо, которое расположилось на пересечении современных проспектов Машерова и Независимости. В следующем году завершилась постройка линии от Товарной станции по Московской и Бобруйской улицам до железнодорожного вокзала и оттуда, по Ленинградской ул. и ул. Свердлова, до просп. Независимости. Также в 1948 были восстановлены линии по улицам Энгельса, Ульяновской и Октябрьской, а также по ул. Володарского, Романовская слобода и Кальварийской до ДС «Опанского» (предположительно в районе пересечения с ул. Клары Цеткин). Вдобавок к этому была построена линия от железнодорожного вокзала по ул. Бобруйской и Ульяновской до Октябрьской улицы. Не обошёлся 1948 год и без потерь: линия, проходившая по просп. Независимости от ул. Володарского до ул. Энгельса, была разобрана.
1949 год, год 20-летия минского электрического трамвая, стал не менее насыщенным событиями, чем 1948. Была восстановлена линия по улицам Интернациональной, Максима Богдановича и Киселёва до ДС «Сторожёвка»; построена линия от проспекта Независимости по ул. Козлова, Змитрока Бядули и Первомайской до пересечения с улицей Энгельса. Также были разобраны линия по улице Энгельса, просуществовавшая только один год, и линия по проспекту Независимости (от просп. Машерова до ул. Энгельса).
В 1950 году было открыто движение по новой, почти 3,5-километровой линии, проходящей от площади Змитрока Бядули по улицам Козлова и Долгобродской до ДС «Тракторный завод». В 1953 году эта линия была продлена по улице Долгобродской и Партизанскому проспекту до ДС «Автозавод».
Также в 1950-е — 1960-е годы существовала линия, которая проходила от просп. Независимости по ул. Петруся Бровки до располагавшейся там железнодорожной ветки.
В 1954 году завершилось строительство линии по просп. Машерова от проспекта Независимости до ул. Максима Богдановича, с заходом на последнюю. В 1955 году была построена линия по ул. Мясникова от Бобруйской ул. до ул. Городской Вал, а также разрушена линия по ул. Володарского, просп. Независимости, ул. Свердлова и Ленинградской до железнодорожного вокзала.
Основной моделью минского трамвая в 1950-е годы стал усть-катавский КТМ-1. 99 таких трамваев эксплуатировались до 1975 года. С середины 1950-х годов до 1979 года в Минске эксплуатировалось 46 рижских трамваев МТВ-82. В конце 1950-х — начале 1960-х годов к списку моделей трамваев, эксплуатировавшихся в Минске, добавились два весьма редких вагона: ленинградский трёхдверный ЛМ-49 и киевский КТВ-55. До наших дней в Минске сохранился ЛМ-49, который сейчас, в неходовом состоянии, находится на территории трамвайного парка и используется в качестве вагона-музея.
В 1956 году завершилась постройка разворотного кольца «Площадь Змитрока Бядули». Также в этом году была разобрана небольшая часть линии по проспекту Независимости от ул. Козлова до площади Якуба Коласа. Вместо неё построили линию по улице Красная. Следующий, 1957 год стал одним из самых успешных для трамвая: были построены две почти 3-километровые линии (первая от ул. Максима Богдановича по просп. Машерова, ул. Даумана и Старовиленской до ДС «Озеро», а вторая от пл. Якуба Коласа по одноимённой улице до ДС «Волгоградская») и 2,5-километровая линия от ДС «Опанского» по ул. Короля, Дрозда, пер. Тучинского и ул. Тимирязева до ДС «Радиаторный завод», которая располагалась в районе пересечения с улицей Сапёров. Также была уничтожена линия от пл. Якуба Коласа до парка Челюскинцев по проспекту Независимости.
В 1958 году уничтожена ДС «Опанского». Разворачивавшийся на ней маршрут № 2 продлён до ДС «Радиаторный завод». В 1961 году на пересечении ул. Мясникова и Городской Вал открылась ДС «Республиканская». В том же году разрушена линия от Товарной станции по Московской ул. до ул. Мясникова.
Предположительно в 1964 году была построена линия от переулка Тучинского по улицам Кальварийской и Ольшевского до ДС «Ольшевского», которая, по некоторым данным, располагалась в промежутке между домом № 29 и проспектом Пушкина. Линия была полностью закончена и готова к эксплуатации. Тем не менее пассажирское движение по ней открыто не было, и в скором времени линия была разобрана.
В 1965 году линия по ул. Якуба Коласа была продлена по Логойскому тракту до ДС «Зелёный луг». Также взамен разобранной линии по улицам Кальварийская и Романовская слобода построена линия по ул. Короля.
В 1967 году трамвайный парк, вынужденный в течение 15 лет соседствовать в одном помещении с троллейбусным, переехал в новое, отдельное здание на улице Ботанической. Старый парк на пересечении проспектов Машерова и Независимости был полностью отдан под троллейбусы вплоть до 2006 года, когда было принято решение о его переносе на новую территорию в Уручье. Старую территорию сначала отдали под платную автостоянку, в 2017 году продали на аукционе, который выиграла компания «А-100 Девелопмент», и с 2020 года там ведётся масштабное строительство элитного жилого квартала.
В течение 15 лет после переезда трамвайного парка расширение трамвайной сети в Минске не производилось. Наоборот, шло её активное уменьшение: так, в 1967 году была разрушена линия по улицам Максима Богдановича и Интернациональной, в 1969-м — от ул. Мясникова по ул. Короля, Дрозда, пер. Тучинского и ул. Тимирязева до ДС «Радиаторный завод», в 1975-м — по ул. Мясникова от ул. Бобруйской до ДС «Республиканская». Единственным расширением сети в то время является открытие в 1975 году ДС «Площадь Мясникова».
Наконец, в 1982 году была построена небольшая линия от ул. Первомайской по ул. Чапаева и Платонова до ул. Козлова. Первого «большого» строительства пришлось ждать ещё 3 года: в 1985 году трамвайная сеть Минска увеличилась на 4,4 км — открылось движение на участке от Партизанского проспекта по улицам Плеханова и Якубова до ДС «Серебрянка».
В середине 1980-х годов были утверждены планы строительства линии в микрорайон Чижовка, от ДС «Автозавод» по ул. Кабушкина и Ташкентской, и линии от ДС «Площадь Мясникова» по улицам Клары Цеткин и Кальварийской. Но проведение перестройки, а после и распад СССР помешали осуществлению этих планов.
В 1989 году линию по просп. Машерова (от ул. Куйбышева до ул. Даумана) перенесли на выделенное полотно. В 1990-м, в связи с началом строительства метро, было остановлено движение на линии по Партизанскому проспекту. Первоначально предполагалось восстановить трамвайное движение после окончания строительства, но вскоре от этих планов было решено отказаться и линия была разобрана.
С 1966 года основным трамваем Минска был рижский РВЗ-6 и его модификации РВЗ-6М и РВЗ-6М2. Всего в Минске было 268 таких вагонов. В 1979—91 годах РВЗ-6 был единственным трамваем Минска. Вывод этих вагонов из эксплуатации начался в начале 2000-х годов и окончательно завершился к концу 2008 года.

### Постсоветский период

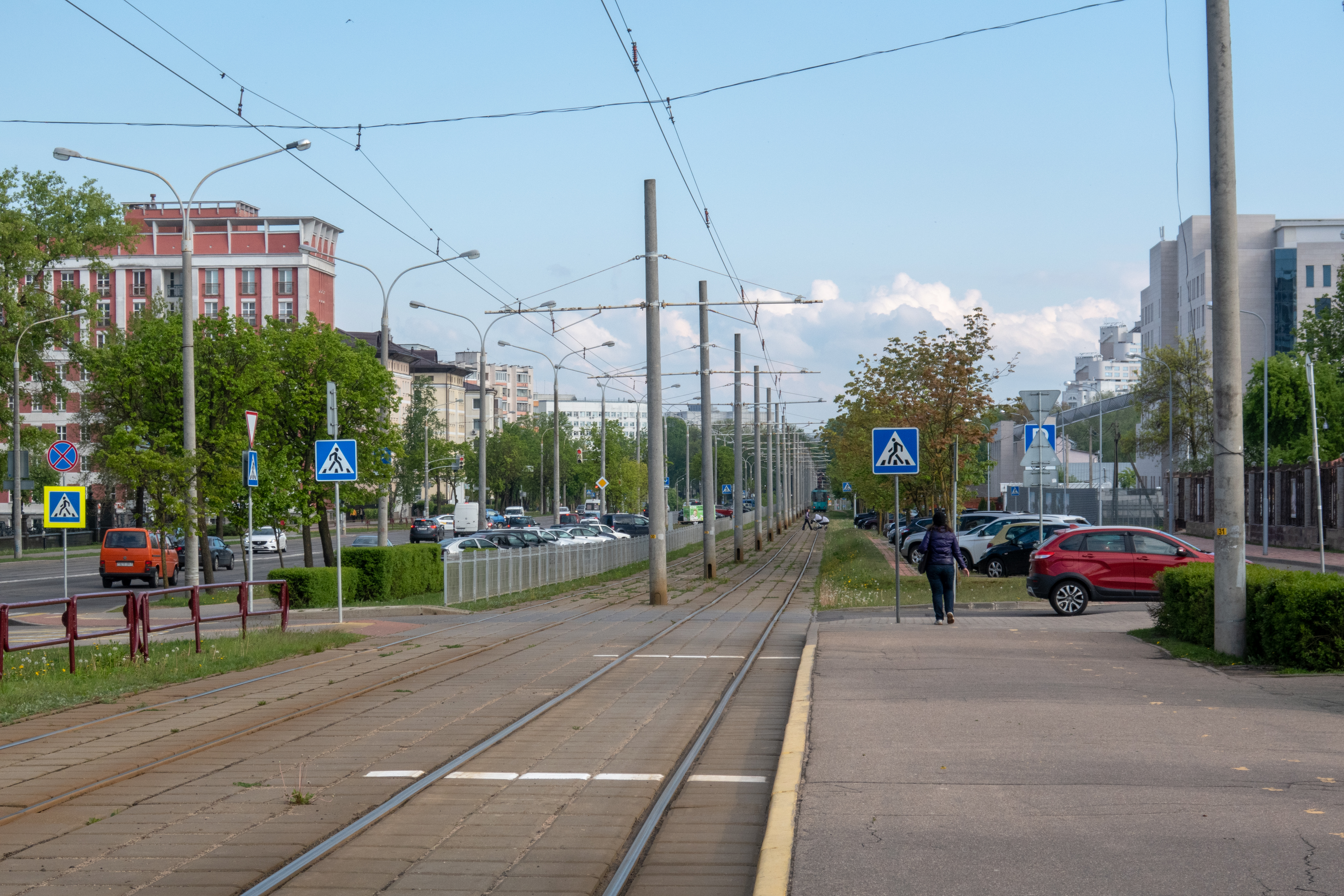
Выделенная линия для трамвая на Старовиленском тракте

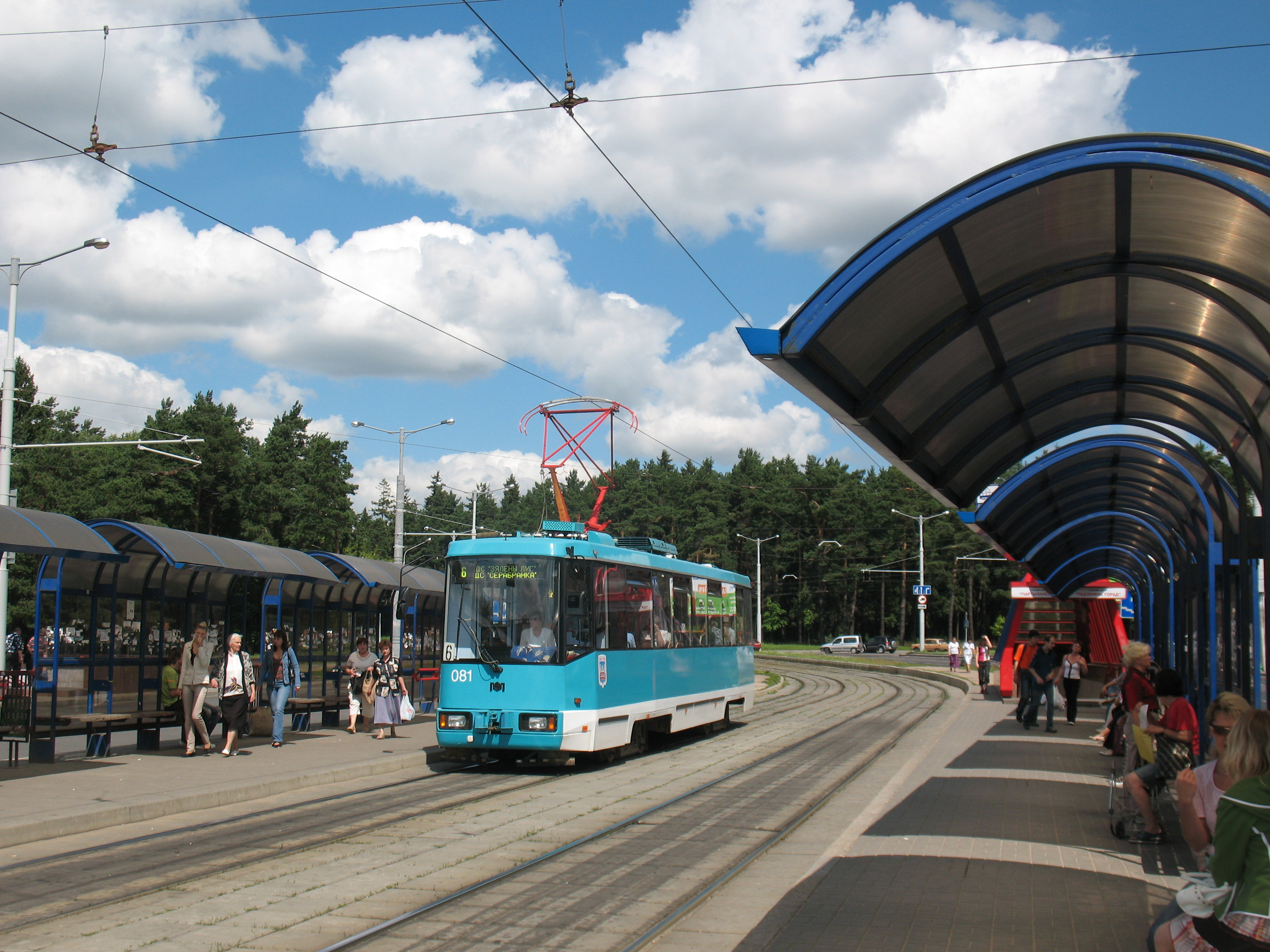
Остановка «Станция метро „Партизанская“», объединённая с подземным пешеходным переходом и станцией метрополитена

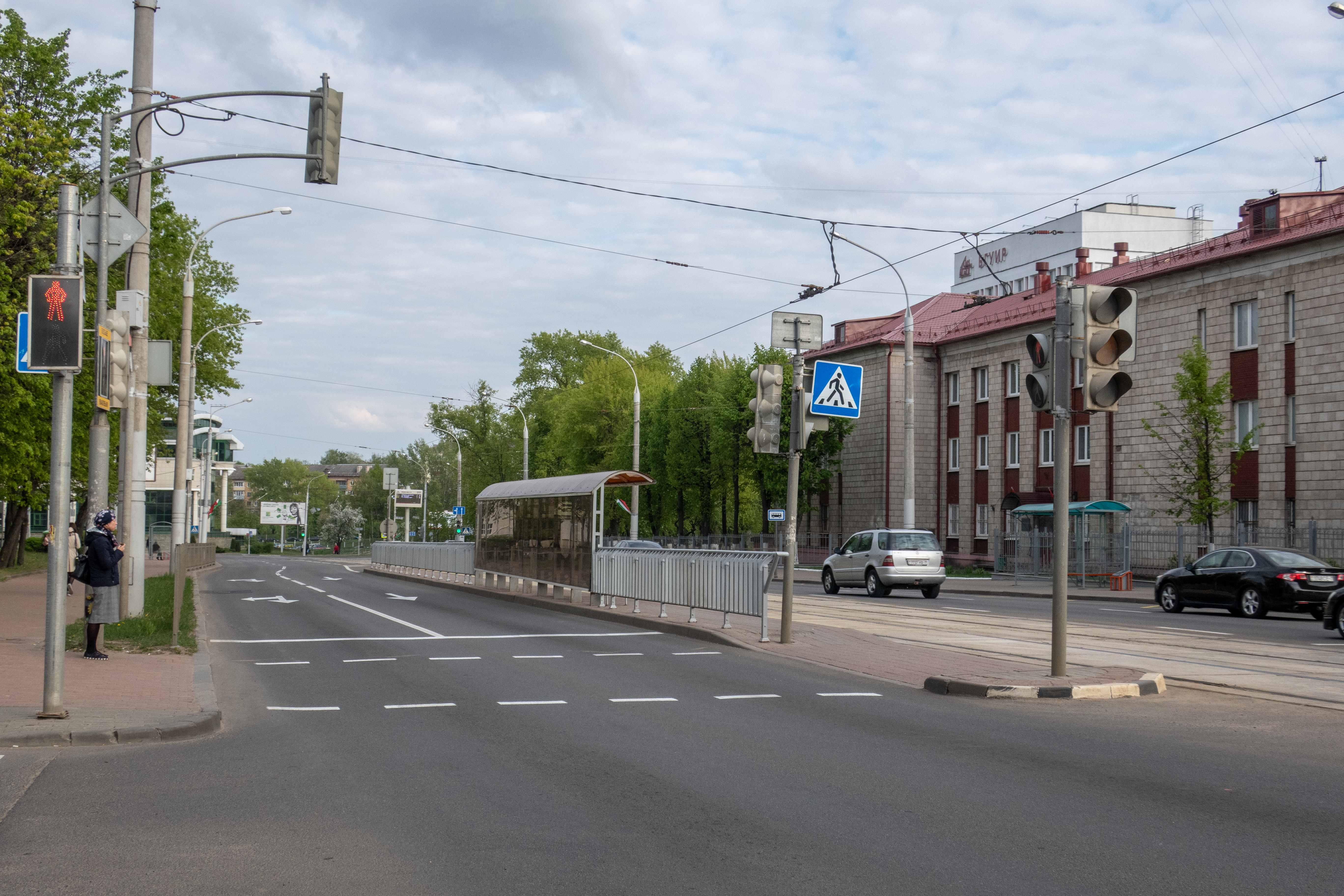
Остановка «Ботаническая», объединённая с регулируемым пешеходным переходом и островком безопасности

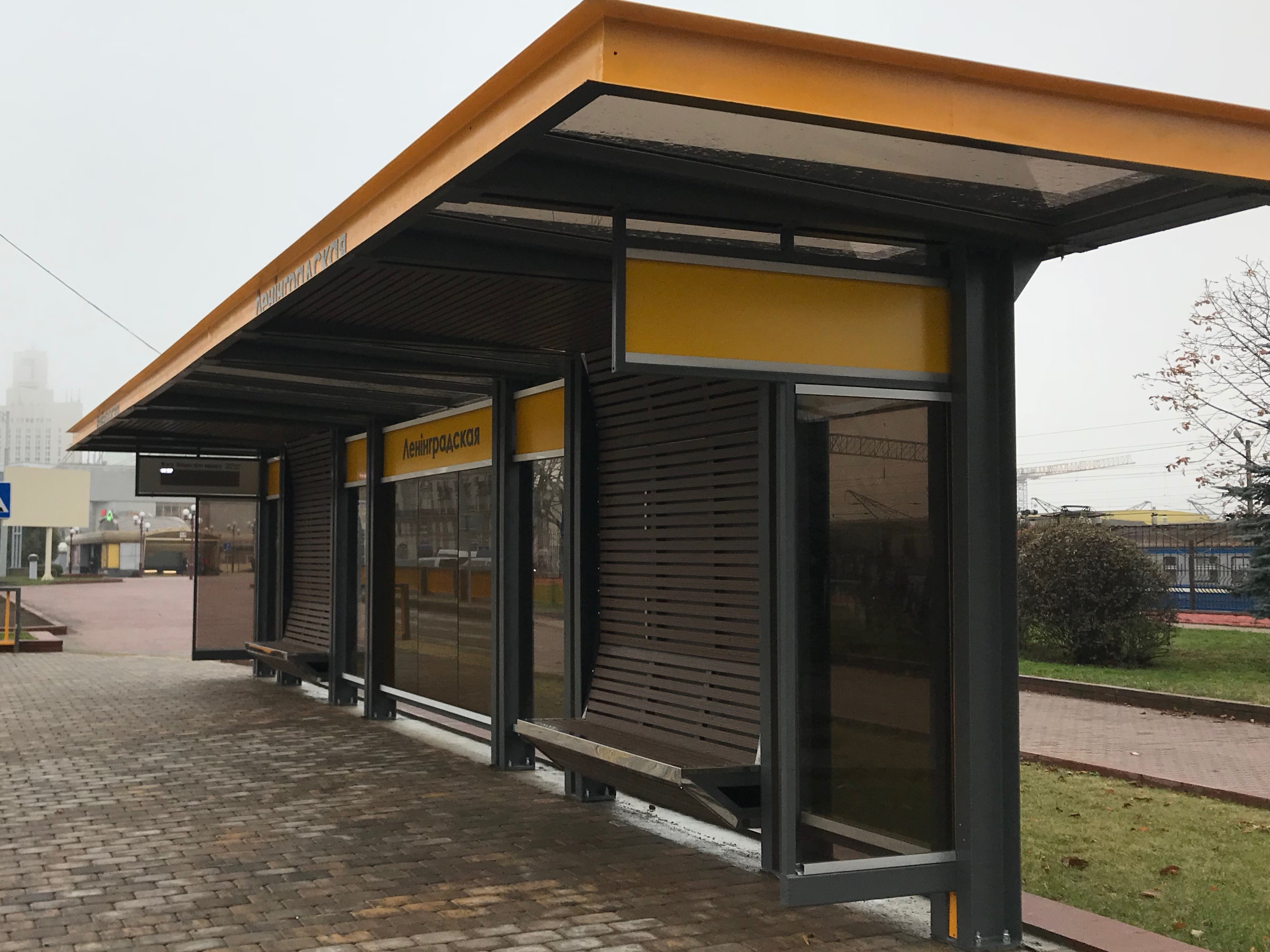
Новый дизайн павильонов остановочных пунктов, на дальней стене видна встроенная в павильон информационная панель.

В 1991 году на минских линиях появились 24 чехословацких трамвая Tatra T6B5.
В 1999—2003 годах 15 вагонов РВЗ-6 прошли реконструкцию в трамвайном парке, во время проведения которой на вагоны были установлены новые кузова производства Дзержинского экспериментально-механического завода. Эти вагоны получили новый индекс РВЗ-ДЭМЗ. Как и не реконструированные «рижане», все «ДЭМЗы» были списаны к 2008 году.
В 2000 году, впервые за много [сколько?] лет, в трамвайную сеть Минска были внесены небольшие изменения: линию по ул. Бобруйской перенесли на выделенное полотно и немного укоротили: ранее располагавшаяся за Московской улицей (около дома № 3 по улице Клары Цеткин) ДС «Мясникова» была перенесена на новое место — теперь она находится в сквере перед Московской улицей. Тогда же на улицах появились новые белорусские вагоны АКСМ-1М, через год переродившиеся в АКСМ-60102.
В сентябре 2002 года из немецкого города Карлсруэ прибыло 10 трамваев DWM GT8M, выпущенных в 1969 и 1970 годах. Эти вагоны были переданы Минску безвозмездно: руководство Карлсруэ пришло к выводу, что отдавать старые вагоны выгоднее, чем оплачивать их утилизацию. Сперва Минск планировал взять в Германии 100 таких трамваев, но от этих планов было решено отказаться в пользу приобретения вагонов белорусского производства.
Также в городе появился экспериментальный трёхсоставный вагон АКСМ-743, так и оставшийся в единственном экземпляре.
Последнее на настоящий момент [когда?] изменение трамвайной сети было в 2004 году, когда линию по ул. Даумана перенесли на выделенное полотно.
В 2008 году Белкоммунмаш развил идею модели 743 в новых вагонах АКСМ-843. Первый такой состав начал эксплуатироваться в июне 2009 года. С началом производства АКСМ-843 трамваи GT8D в количестве 9 вагонов были списаны, а один — оставлен для музея.
C 2009 года началось активное списание трамваев Tatra T6B5. К 2012 году в Минске остался только один такой вагон, находящийся в музее. Шесть списанных T6 были проданы в трамвайный парк Екатеринбурга, четыре — в Нижний Новгород и три — в Самару.
В 2015 году в связи с крайне низким пассажиропотоком был закрыт маршрут № 2 и движение трамвая по улице Октябрьской. В 2018 году, во время реконструкции путей, стрелка на улицу была полностью демонтирована.
1 марта 2018 года началась реконструкция трамвайных путей Площади Мясникова до улицы Захарова, во время реконструкции ветка по улице Октябрьской была отрезана от остальной сети, на всех остановочных пунктах кроме Свердлова и Захарова были организованы рефюжи с высокой платформой, из-за чего при использовании низкопольных трамваев отсутствует ступенька, был использован новый дизайн остановочных павильонов, в которые были встроены информационные панели. Сроки окончания реконструкции неоднократно переносились, в итоге ветка открылась 1 ноября 2018 года. На время закрытия для пассажиров был организован временный автобусный маршрут № 901, следующий от вокзала до площади Змитрока Бядули.
В марте 2019 года председатель Мингорисполкома Анатолий Сивак объявил о разработке бизнес-плана строительства ветки трамвая в расположенный на западе города микрорайон Сухарево (по улицам Харьковской, Пономаренко, Шаранговича). Ожидается, что проектируемая линия станет альтернативой загруженной станции метро «Каменная Горка» и всей Автозаводской линии. На линии рассматривается возможность строительства разноуровневых пересечений с автомобильными дорогами, а в час пик ожидается выход на линию составов из 5-6 вагонов. В феврале 2020 года было объявлено, что из-за больших капиталовложений строительство новых трамвайных линий отложено.
В мае 2019 года на маршруте № 6 была введена возможность оплаты проезда банковской карточкой и мобильным устройством с поддержкой технологии NFC (впервые в наземном общественном транспорте; ранее аналогичная возможность появилась в метрополитене). К июлю 2019 года число оплат проезда с использованием этой технологии достигло 1000 в день с тенденцией к дальнейшему росту. Результаты эксперимента признали успешными, и в конце 2019 года было принято решение ввести возможность оплаты проезда бесконтактными картами Visa, Mastercard, Белкарт-Maestro и устройствами с поддержкой технологии NFC на всём городском общественном транспорте.
15 марта 2025 года началась реконструкция трамвайных путей на участке от Красной улицы до диспетчерской станции «Озеро». Параллельно с этим на этом участке проводилась перекладка инженерных сетей для дальнейшего строительства северного участка Зеленолужской линии метро. Изначально планировалось, что работы продлятся до 30 апреля, однако затем Минсктранс объявил в своём телеграм-канале что они продлятся до 2 мая. На всё время закрытия участка была отменена работа трамваев № 4 и 5, а трасса трамвая № 3 была сокращена до разворотного кольца «Змитрока Бядули». Для пассажиров также был организован временный автобусный маршрут № 903, который следовал от проспекта Независимости до улицы Червякова. 2 мая 2025 года реконструкция путей была завершена, а на следующий день трамвайное движение до диспетчерской станции «Озеро» было восстановлено.
Минская трамвайная система — одна из двух самых востребованных в Республике Беларусь трамвайных систем наряду с витебской. В начале 2010-х годов обе системы поочерёдно становились лидерами по численности перевезённых пассажиров в стране: в 2012 и 2014 годах минский трамвай перевёз больше пассажиров, чем витебский, в 2010, 2011, 2013, 2015 годах — наоборот.
| Перевезено пассажиров за год, млн.                                                              | Количество трамваев, шт.                                                                        |
| Графики недоступны из-за технических проблем. См. информацию на Фабрикаторе и на mediawiki.org. | Графики недоступны из-за технических проблем. См. информацию на Фабрикаторе и на mediawiki.org. |

## Маршруты
По данным на 2024 год, минский трамвай насчитывает 8 маршрутов. Длина всей маршрутной сети составляет около 32 км. Самым длинным маршрутом считается 6-й, имеющий протяжённость в 31 км в обе стороны. Самыми короткими считаются 9-й и 11-й маршруты, имеющие протяжённость в 12 км в обе стороны.

### Действующие
| №  | Маршруты                           | Маршруты | Маршруты                              | Трасса следования | Длина (км) | Примечания                    |
| -- | ---------------------------------- | -------- | ------------------------------------- | --- | ---------- | ----------------------------- |
| 1  | ДС Зелёный Луг улица Седых         | ↔        | Площадь Мясникова Бобруйская улица    | Логойский тракт — улица Якуба Коласа — Красная улица — проспект Машерова — улица Козлова — улица Змитрока Бядули — Первомайская улица — Ульяновская улица — Бобруйская улица | 10,4       |                               |
| 3  | ДС Серебрянка улица Гуляма Якубова | ↔        | ДС Озеро Старовиленский тракт         | улица Гуляма Якубова — улица Плеханова — Долгобродская улица — улица Козлова — проспект Машерова — улица Даумана — Старовиленский тракт                                      | 13,6       |                               |
| 4  | ДС Озеро Старовиленский тракт      | ↔        | Площадь Мясникова Бобруйская улица    | Старовиленский тракт — улица Даумана — проспект Машерова — улица Козлова — улица Змитрока Бядули — Первомайская улица — Ульяновская улица — Бобруйская улица                 | 8,3        |                               |
| 5  | ДС Озеро Старовиленский тракт      | ↔        | ДС Зелёный Луг улица Седых            | Старовиленский тракт — улица Даумана — проспект Машерова — Красная улица — улица Якуба Коласа — Логойский тракт                                                              | 9,6        |                               |
| 6  | ДС Серебрянка улица Гуляма Якубова | ↔        | ДС Зелёный Луг улица Седых            | улица Гуляма Якубова — улица Плеханова — Долгобродская улица — улица Козлова — Красная улица — улица Якуба Коласа — Логойский тракт                                          | 15,7       |                               |
| 7  | ДС Серебрянка улица Гуляма Якубова | ↔        | Площадь Мясникова Бобруйская улица    | улица Гуляма Якубова — улица Плеханова — Долгобродская улица — улица Козлова — улица Платонова — улица Чапаева — Первомайская улица — Ульяновская улица — Бобруйская улица   | 12,4       | работает по будням            |
| 9  | ДС Серебрянка улица Гуляма Якубова | ↔        | Тракторный завод Долгобродская улица  | улица Гуляма Якубова — улица Плеханова — Долгобродская улица | 5,9        | работает по будням в часы-пик |
| 11 | ДС Зелёный Луг улица Седых         | ↔        | Проспект Независимости Площадь Победы | Логойский тракт — улица Якуба Коласа — Красная улица — проспект Машерова — улица Козлова                                                                                     | 6,3        | работает по будням в часы-пик |

### Закрытые
| №  | Маршруты                                | Маршруты | Маршруты                                    | Трасса следования | Длина (км) | Дата закрытия  |
| -- | --------------------------------------- | -------- | ------------------------------------------- | --- | ---------- | -------------- |
| 2  | Площадь Мясникова Бобруйская улица      | ↔        | Октябрьская Смоленская улица                | Бобруйская улица — Ульяновская улица — Октябрьская улица                                                                              | 2,7        | 1 февраля 2015 |
| 6д | ДС Тракторный завод Долгобродская улица | ↔        | Волгоградская улица Якуба Коласа            | Долгобродская улица улица Козлова — проспект Машерова — Красная улица — улица Якуба Коласа                                            | 7,9        | 1977           |
| 8  | ДС Серебрянка улица Гуляма Якубова      | ↔        | Волгоградская улица Якуба Коласа            | улица Гуляма Якубова — улица Плеханова — Долгобродская улица — улица Козлова — проспект Машерова — Красная улица — улица Якуба Колоса | 13,5       | 15 апреля 2013 |
| 10 | ДС Озеро Старовиленский тракт           | ↔        | Проспект Независимости метро Площадь Победы | Старовиленский тракт — улица Даумана — проспект Машерова — улица Козлова — улица Змитрока Бядули                                      | 4,1        | 20 июля 2013   |
| 12 | ДС Тракторный завод Долгобродская улица | ↔        | Площадь Мясникова Бобруйская улица          | Долгобродская улица — улица Козлова — улица Платонова — улица Чапаева — Первомайская улица — Ульяновская улица — Бобруйская улица     | 6,8        | 1995           |

## Разворотные кольца
ДС «Зелёный Луг»
Разворотное кольцо располагается на перекрёстке Логойского тракта и улицы Седых, рядом с автобусной ДС «Карбышева». На кольце имеются два пути для посадки и высадки пассажиров. Посадка и высадка производится на одной остановке, перед зданием диспетчерской, на южной стороне кольца. Три пути для оборота, два из которых утром и вечером занимают вагоны, работающие весь день (перерыв). Выезд вагонов с отстоя производится по специальному пути, расположенному при въезде на кольцо. На кольце есть смотровая яма, сейчас не функционирующая.
- Адрес: ул. Седых, 1

- Маршруты: 1, 5, 6, 11

ДС «Озеро»
Диспетчерская станция расположена на Старовиленском тракте, перед улицей Щедрина. Разворот представляет собой двухпутное кольцо. Посадка и высадка осуществляются перед выездом с кольца. Один из путей ранее был оборудован смотровой ямой, внутренний путь утром и вечером занимают вагоны «на отстое».
- Адрес: Старовиленский тракт, 89А

- Маршруты: 3, 4, 5

ДС «Серебрянка»

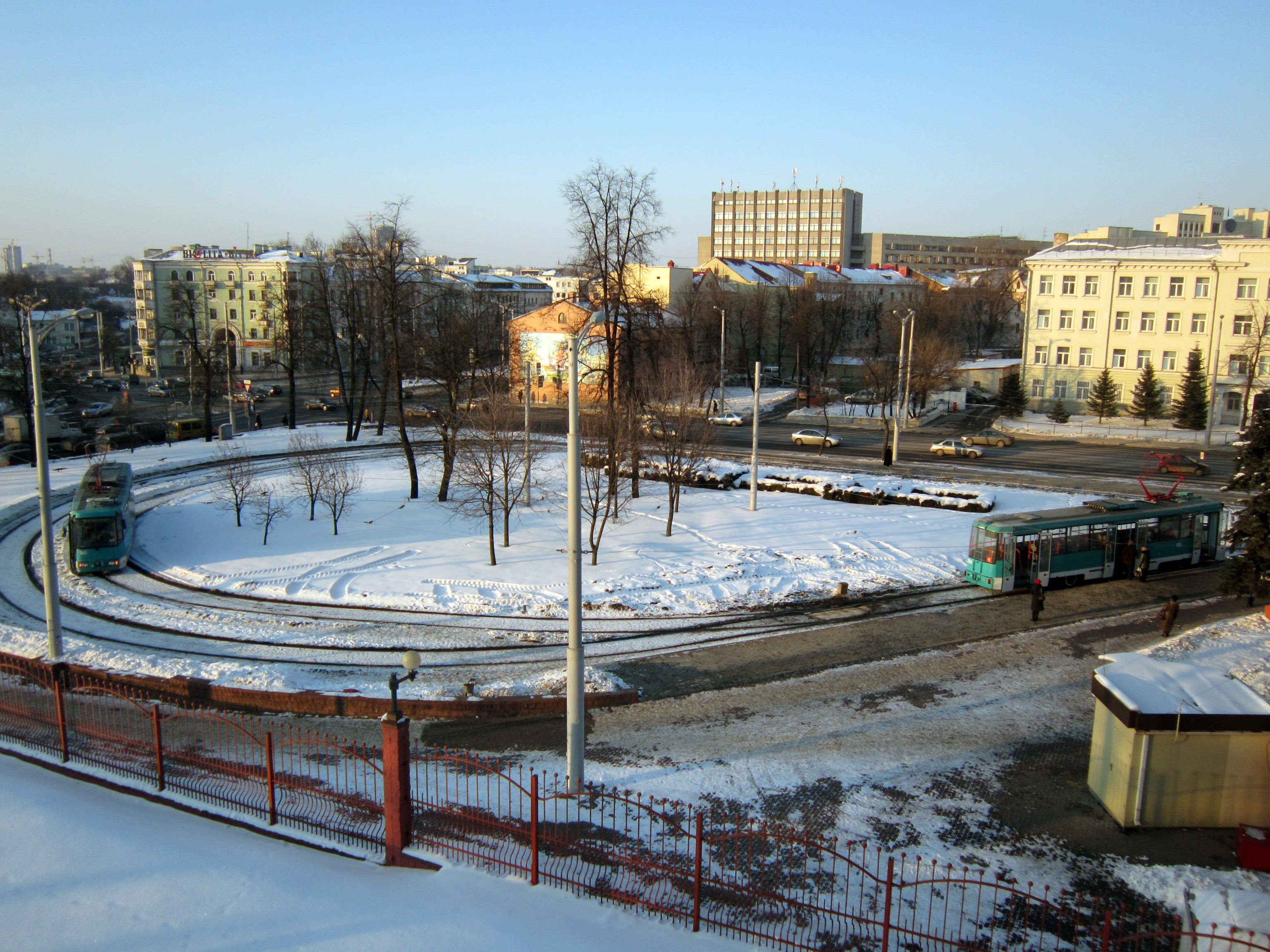
Вид на разворотное кольцо «Площадь Мясникова»

Диспетчерская расположена на улице Гуляма Якубова, неподалёку от автобусно-троллейбусной ДС «Серебрянка». Территория диспетчерской представляет собой трёхпутное кольцо. Высадка производится перед кольцом, посадка — сразу после разворота вагона.
- Адрес: ул. Якубова, 1

- Маршруты: 3, 6, 7, 9

РК Площадь Мясникова
Разворотное кольцо находится на улице Бобруйской, под путепроводом и представляет собой двухпутное кольцо. Высадка — сразу после заезда на кольцо на восточной стороне. Посадка — перед выездом с кольца, на западной стороне. Ранее на кольце располагался диспетчерский пункт.
- Маршруты: 1, 4, 7

РК Октябрьская
Расположено на пересечении Октябрьской улицы и улицы Ленина и является двухпутным кольцом. По назначению не используется и было отрезано от остальной сети вместе с линей по одноимённой улице. Контактная сеть полностью снята, один из стрелочных переводов демонтирован и установлен на площади Змитрока Бядули. До 1 февраля 2015 на кольце совершал разворот трамвай 2-го маршрута, который был закрыт связи с отсутствием пассажиропотока.
- Маршруты: 2 (до 01.02.2015)

РК Тракторный Завод
Расположено на Долгобродской улице перед проходной Минского тракторного завода. Является двухпутным кольцом. Посадка и высадка пассажиров производится на остановке на самом кольце. Конструкция кольца позволяет разворачивать на нём вагоны, как следующие со стороны Серебрянки, так и из центра. При следовании в парк на улицу Ботаническую вагоны 9-го маршрута заезжают на кольцо и продолжают движение в парк, также используется другими маршрутами в случаях ДТП на улице Плеханова.
- Маршруты: 9 (иногда используется маршрутами № 3, 6 и 7 в случае аварии на участке от ДС Серебрянка)

Кольцо на Площади Змитрока Бядули
Кольцо с тремя направлениями, используется для оборота трамваев № 11.

## Трамвайный парк
В Минске имеется всего один трамвайный парк, расположенный на Ботанической улице. Существующий парк был открыт в 1967 году, вместо старой площадки, которая располагалась на улице Варвашени (ныне — проспект Машерова). С 1952 по 1967 год старый парк использовался для отстоя совместно с троллейбусами, а затем стал Троллейбусным депо № 1, которое было закрыто в 2006 году. При следовании в парк из центра, вагоны следуют до остановки «Ботаническая», при следовании со стороны Серебрянки — до остановки «Переулок Козлова». Трамвай № 9 при следовании в парк доезжает до РК «Тракторный завод», высаживает там пассажиров и продолжает движение в парк. Трамвай № 11 при следовании в парк доезжает до ОП «Проспект Независимости», точно также высаживает пассажиров и едет в парк.

### Музей-трамвай
Сейчас музей минского трамвая состоит из небольшой экспозиции, расположенной в неходовом вагоне ЛМ-49, находящемся на территории трамвайного парка, и 3 рабочих вагонов: РВЗ-6, GT8 и Tatra T6B5.
Вагон-музей истории и трудовой славы филиала «Трамвайный парк» был открыт 13 октября 1979 года. Сейчас в его экспозиции находится несколько сотен различных исторических фотографий и документов, фрагменты трамвайных рельсов, эксплуатировавшихся конкой в XIX веке, и китель первого водителя трамвая.
Сейчас этот музей-трамвай пуст, потому что все предметы были взяты в музей городского пассажирского транспорта г. Минска

#### Информация про музей
В апреле 2010 года в здании ремонтно-механического завода «Минсктранс» на Партизанском проспекте 6, должен был открыться полноценный музей минского городского транспорта. Но к апрелю завершить реконструкцию помещений под музей не удалось, и дату открытия перенесли на день автомобилиста, но и тогда он открыт не был. Его открыли лишь в 2017 году как ведомственный музей КТУП Минсктранс, состоящий из основного, двух выставочных и актового залов, а также открытой площадки раритетной техники.

### Кадры
Водителем трамвая в Минске можно стать по окончании бесплатных курсов, организуемых филиалом «Трамвайный парк» и Учебным центром КУП «Минсктранс», предварительно пройдя медкомиссию на профпригодность по направлению с будущего места работы. При наличии конкурса иногородние не принимаются. Обучение состоит из теории, учебной езды, ПДД, стажировки и экзамена и длится шесть месяцев. В результате выдаются удостоверение водителя трамвая 3-го класса, водительские права категории «трамвай» и допуск к работе с электрооборудованием до 1000 вольт, после чего возможна самостоятельная работа на пассажирских перевозках. Заработная плата водителя трамвая повышается с получением 2-го и 1-го классов, на что влияет стаж безаварийной работы, знание трамвайных маршрутов предприятия (города) и освоение всех типов используемого подвижного состава.

## Подвижной состав
По состоянию на июль 2025 года в минском трамвайном парке имеются следующие модели трамвайных вагонов:
|  | Действующие |            |                | | | |  |
|  |             | Модель     | Количество     | Начало эксплуатации | Комментарий | Комментарий |  |
|  |             | АКСМ-60102 | 114            | 2001 год | | |  |
|  | АКСМ-843    | 4          | 2009 год       | | | |  |
|  | АКСМ-743    | 1          | 2002 год       | Экспериментальный образец в единственном экземпляре                                                                    | Экспериментальный образец в единственном экземпляре | |  |
|  | АКСМ Т811   | 20         | 2024 год       | Происходит процесс передачи и постепенная обкатка вагонов, начиная с 26.01.2024 Т-811 начали работу на 1 и 4 маршрутах | Происходит процесс передачи и постепенная обкатка вагонов, начиная с 26.01.2024 Т-811 начали работу на 1 и 4 маршрутах | |  |
|  | Музейные    |            |                | | | |  |
|  |             | Модель     | Год выпуска    | Окончание эксплуатации                                                                                                 | Номер | Комментарий |  |
|  |             | ЛМ-49      | июль 1959 года | 1979 год | 235 | Вместе с прицепом ЛП-49 был подарен Минску Ленинградом. Сейчас в неходовом состоянии находится на территории трамвайного депо и используется в качестве вагона-музея. |  |
|  | DWM GT8M    | 1969 год   | 2009 год       | 180 | В 2002 году КУП «Минсктранс» были достигнуты договорённости о безвозмездной передаче нескольких вагонов из Карлсруэ в Минск. Изначально планировалась передача 100 трамваев, но впоследствии белорусская сторона решила отказаться от 90 трамваев, получив в своё распоряжение только 10 вагонов. | |  |
|  | РВЗ-6М2     | 1975 год   | 2008 год       | 432 | | |  |
|  | Tatra T6B5  | 1991 год   | 2009 год       | 001 | Во время эксплуатации имел номер 013. Реальный 001 списан в 2009 году. | |  |
|  |             |            |                | | | |  |
|  | Списанные   |            |                | | | |  |
|  |             | Модель     | Количество     | Начало эксплуатации первого вагона в городе                                                                            | Окончание эксплуатации последнего вагона в городе | Комментарий |  |
|  |             | Х          | >15            | 1930-е | 1965 год | |  |
|  | М           | 5          | 1930-е         | 1965 год | Прицепной к Х | |  |
|  | Ф           | >8         | 1945 год       | 1964 год | | |  |
|  | КМ          |            | 1945 год       | 1965 год | | |  |
|  | КП          |            | 1945 год       | 1960-е | Прицепной к КМ | |  |
|  | МС-1        | 2          | 1940-е         | 1950-е | Оба вагона были модернизированы | |  |
|  | ПВ          | >1         | 1940-е         | 1950-е | Прицепной вагон к МВ. Но так как в Минске таких вагонов не было, «цеплялся» к любым другим вагонам. | |  |
|  | КТМ-1       | >38        | 1947 год       | 1974 год | | |  |
|  | КТП-1       | >39        | 1947 год       | 1974 год | Прицепной к КТМ-1 | |  |
|  | МТВ-82      | 46         | 1950-е         | 1981 год | | |  |
|  | ЛП-49       | 1          | 1959 год       | 1973 год | Прицепной к ЛМ-49 | |  |
|  | КТМ-2       | >32        | 1964 год       | 1970-е | | |  |
|  | КТП-2       | >32        | 1964 год       | 1970-е | Прицепной к КТМ-2 | |  |
|  | КТВ-55      | 1          | 1960-е         | 1979 год | | |  |
|  | КТП-55      | 1          | 1960-е         | 1979 год | Прицепной к КТВ-55 | |  |
|  | РВЗ-6       | 13         | 1966 год       | 2008 год | | |  |
|  | РВЗ-6М      | 56         | 1966 год       | 2008 год | | |  |
|  | РВЗ-6М2     | 200        | 1975           | 2008 год | 15 из них были переоборудованы в РВЗ-ДЭМЗ, 1 — в сетеизмеритель, 3 находятся в музее. | |  |
|  | Tatra T6B5  | 23         | 1991 год       | 2012 год | Из них шесть проданы в Екатеринбург, четыре — в Нижний Новгород и три — в Самару. | |  |
|  | 71-608К     | 1          | 1994 год       | 2009 год | Переоборудован в вагон-хоппер-дозатор. | |  |
|  | РВЗ-ДЭМЗ    | 14         | 1999 год       | 2008 год | Ещё один был отправлен в музей, но позже переоборудован в вагон-платформу с подъёмным краном. | |  |
|  | АКСМ-1М     | 4          | 2000 год       | 2012 год (2014 год) | | |  |
|  | DWM GT8M    | 9          | 2002 год       | 2009 год | | |  |
|  |             |            |                | | | |  |
|  | Служебные   |            |                | | | |  |
|  |             | Модель     | Количество     | Начало эксплуатации | Окончание эксплуатации | Комментарий |  |
|  |             | Tatra T6B5 | 1              | 2011 год | 2012 год | Вагон-жёлобоочиститель |  |
|  | ВТК-09Д     | 1          | 2009 год       | 2009 | Вагон-хоппер-дозатор из Мозыря. Работал на реконструкции линии по просп. Машерова. | |  |
|  | ГС-4        | 3          | 1978 год       | | Щёточный снегоочиститель | |  |
|  | 71-608К     | 1          | 2009 год       | | Вагон-хоппер-дозатор, переоборудован из пассажирского вагона | |  |
|  | НТТРЗ       | 1          | 1987 год       | Начало 2000-х | Вагон сетеизмеритель на базе РВЗ-6М2 | |  |
|  | РШМв-1      | 1          | 1998 год       | | Вагон-рельсошлифовальщик на базе КТМ-5 | |  |
|  | МПРП        | 1          | 2009 год       | | Машина путевая ремонтная подбивочная | |  |
|  | ВТК-24      | 1          |                | | Вихревой снегоочиститель (очищает рельсовый путь от снега потоком воздуха) | |  |
|  | РВЗ-ДЭМЗ    | 1          | 2009 год       | | Вагон с крановой платформой. Ранее музейный 385, ещё раньше — пассажирский 382. | |  |
|  | РВЗ-6М2     | 2          | 2003 год       | | Один — вагон сетеизмеритель, переоборудованный из пассажирского вагона; предназначение второго неизвестно | |  |
|  |             |            |                | | | |  |

## Планы развития

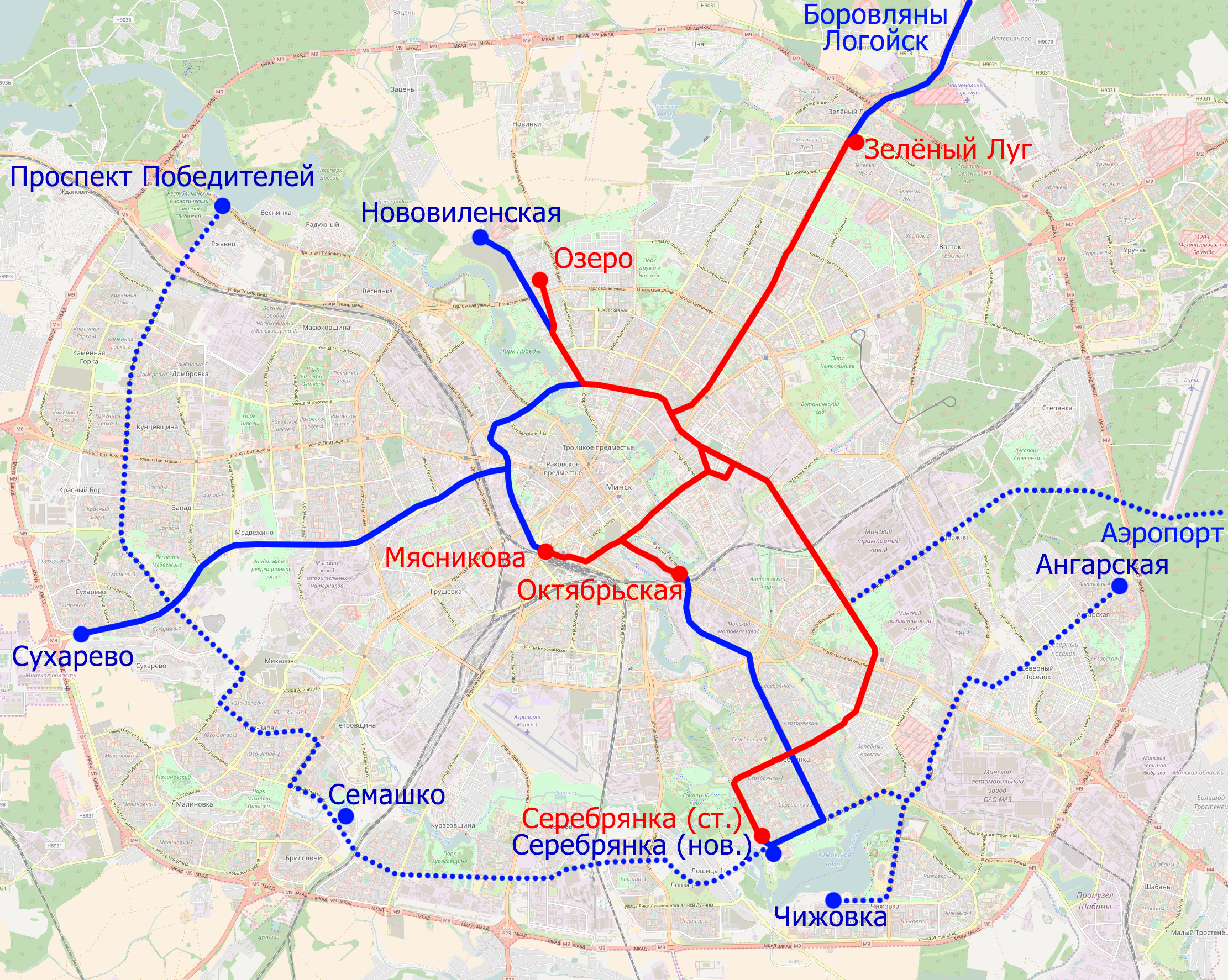
Официальный план строительства новых линий — до 2020 (синим) и 2030 года (синим пунктиром)

С 2004 года «Минсктранс» ищет инвесторов для развития сети скоростных трамваев, зарекомендовавших себя как эффективный, экологичный, дешёвый в эксплуатации вид транспорта, который при грамотной организации может перевозить горожан из точки в точку гораздо быстрее, чем колёсные виды транспорта.
В 2011 году планировалось запустить первый скоростной трамвай и замкнуть трамвайную линию на первом транспортном кольце, чтобы развивать трамвайное движение в тех спальных районах Минска, куда метро прокладывать не планируется.
В генеральном плане города Минска до 2020 года была заложена линия в Серебрянку через улицу Октябрьскую, Тростенецкую, проспект Рокоссовского и улицу Малинина. Генеральным планом было предусмотрено 95 км трамвайных путей вместо существующих 24. Однако в ходе реконструкции трамвайных путей 2018 года в сторону вокзала по Ульяновской и Первомайской улицам, была демонтирована стрелка на улицу Октябрьскую, а затем демонтирована и контактная сеть. В соответствии с новым генпланом, трамвайная линия с улицы Октябрьской должна быть перенесена на улицу Ленина.
Председатель Мингорисполкома Андрей Шорец не стал развивать этот вид транспорта, в 2015 году на встрече с блогером и городским активистом Антоном Мотолько он говорил о его «развале». У властей не хватило денег на низкопольный трамвай для Минска, вместо него активно продвигалась покупка электробусов.
В официальном плане развития общественного транспорта до 2030 года предусмотрено строительство следующих линий:
- линия по улице Нововиленской от улицы Старовиленской до переулка Червякова. При этом предполагается ликвидировать диспетчерскую станцию «Озеро» и часть линии по улице Старовиленской от улицы Нововиленской до улицы Щедрина.
- линия по улице Клары Цеткин, улице Тимирязева и проспекту Машерова до улицы Даумана.
- линия в Сухарево по улицам Харьковской, Пономаренко, Шаранговича.

В 2019 году государственное предприятие «Минсктранс» и институт «Минскинжпроект» разработали концепцию развития скоростного трамвая в Минске, согласно которой первая линия скоростного трамвая должна была связать микрорайон Сухарево с центром города. Линию предложили построить в центре улиц, а не на выделенных полосах, которые были изначально зарезервированы для трамваев, и оградить специальными конструкциями. Высокую скорость (до 60 км/ч) планировалось обеспечивать за счёт эстакад на крупных перекрёстках и принципа «зелёной волны» на небольших. Остановки предполагалось располагать на расстоянии 1 км друг от друга, а доступ к ним планировали организовать через турникет в подземном пешеходном переходе.
Несмотря на существующий генплан, в январе 2022 года председатель Мингорисполкома Владимир Кухарев заявил, что проект скоростного трамвая в Сухарево больше не рассматривается.
В октябре 2022 года Мингорисполком принял решение о строительстве сети легкорельсового транспорта (ЛРТ) в строящемся районе Северный Берег. Планируется проложить трамвайные пути на продолжениях улиц Нововиленской, Карастояновой, Будславской и других. Скорость сообщения на линиях ЛРТ должна быть не менее 25 км/ч. Также в Северном Береге планируется строительство депо для обслуживания подвижного состава ЛРТ.